# Knivskjellodden

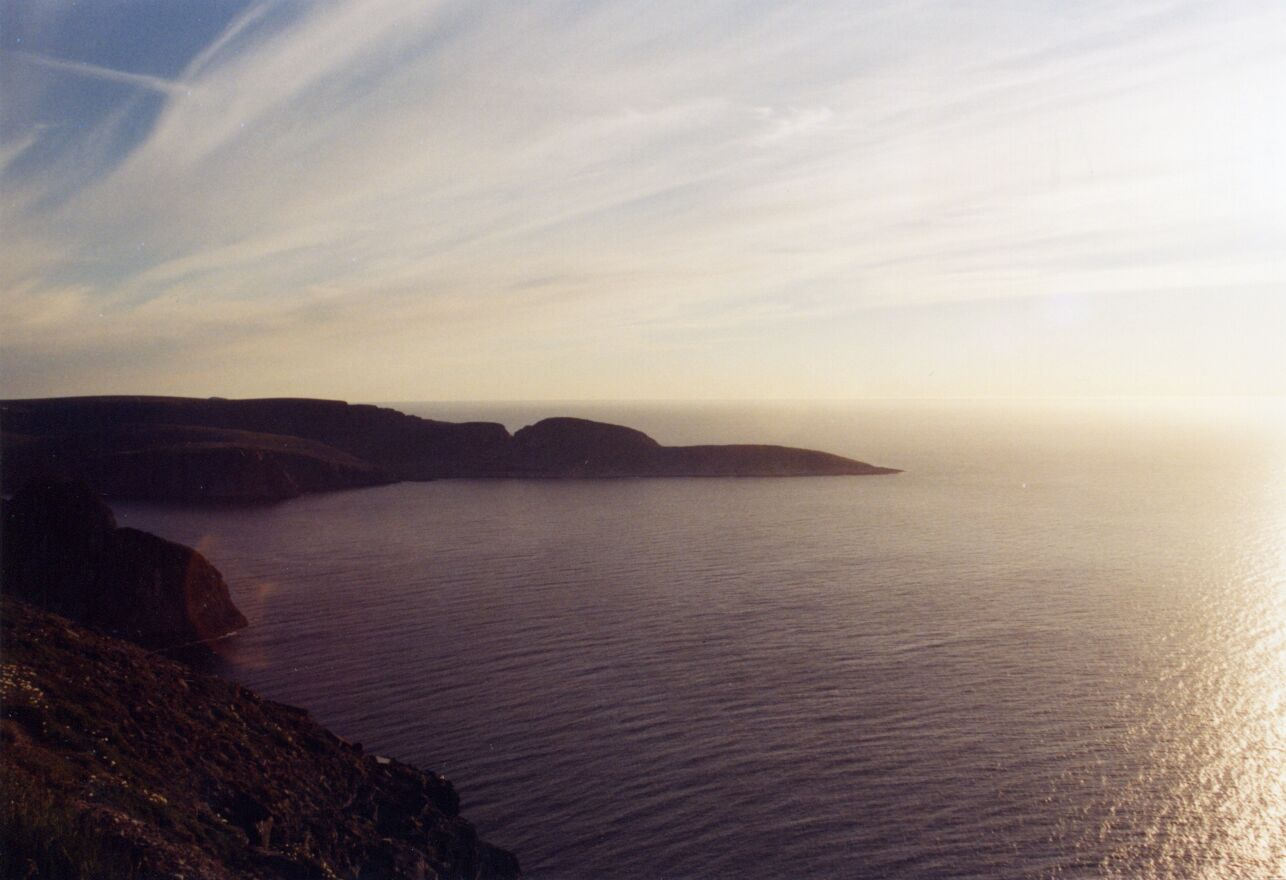
Knivskjellodden vom Nordkap aus betrachtet

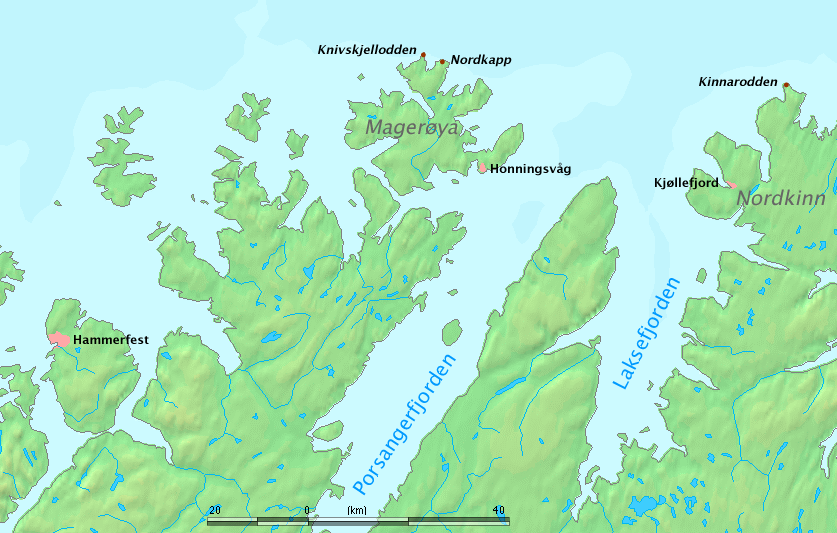
Karte mit Nordkap, Knivskjellodden und Kinnarodden

Knivskjellodden (übersetzt auf Deutsch „Scheidenmuschelspitze“, wörtlich „Messermuschelspitze“) ist der Name einer Landzunge auf der norwegischen Insel Magerøya. Sie liegt 4,18 Kilometer westlich des Nordkaps und mit 71° 11′ 08″ nördlicher Breite etwa 1.400 Meter weiter nördlich als dieses, womit Knivskjellodden der nördlichste Punkt dieser Insel ist. Er ist allerdings weniger spektakulär als das Nordkap, weil er im Gegensatz zu diesem nur flach ins Meer hinausragt.
Als nördlichster Punkt des europäischen Festlandes gilt die Felsspitze Kinnarodden auf der Festlands-Halbinsel Nordkinn, die jedoch weniger bekannt und touristisch kaum erschlossen ist.
Im Gegensatz zum bekannteren Nordkap ist Knivskjellodden nicht auf der Straße erreichbar, sondern nur über einen acht Kilometer langen, nicht sehr gut gekennzeichneten Fußweg von einem ausgeschilderten Parkplatz an der Straße einige Kilometer südlich des Nordkaps.